# Élections générales québécoises de 1981
Les élections générales québécoises de 1981 ont lieu le 13 avril 1981 afin d'élire à l'Assemblée nationale du Québec les députés de la 32e législature. Il s'agit de la 32e élection générale dans cette province canadienne depuis la confédération de 1867. Le Parti québécois, au pouvoir depuis 1976 sous le premier ministre René Lévesque, est reporté au pouvoir et forme un gouvernement majoritaire.

## Contexte
Le Parti québécois est au pouvoir depuis 1976 et vient de perdre le référendum sur la souveraineté-association. Malgré cette défaite, René Lévesque, toujours le chef du parti, demeure populaire auprès de la population.
Du côté des libéraux, Robert Bourassa a démissionné à la suite de l'élection de 1976. Gérard D. Levesque a été choisi comme chef intérimaire, puis Claude Ryan a été élu chef le 15 avril 1978. Claude Ryan mène une campagne à l'ancienne, peu télégénique.
Rodrigue Biron, chef de l'Union nationale, démissionne du parti le 3 mars 1980 pour siéger comme indépendant, et se joint peu après au Parti québécois. Il est remplacé par Michel Lemoignan, qui est à son tour remplacé par Roch LaSalle le 9 janvier 1981 ; LaSalle était député progressiste-conservateur à la Chambre des communes du Canada et avait démissionné pour diriger l'Union nationale. Le parti avait réussi un retour modeste lors de l'élection précédente.
À cause du délai de trois ans et demi entre l'élection de 1976 et le référendum de 1980, les élections ont lieu quatre ans et cinq mois après les précédentes, ce qui est un des plus longs intervalles depuis la Confédération.

## Déroulement de la campagne

### Engagements
Le Parti québécois promet au cours de la campagne d'étendre le programme Logirente aux personnes âgées de 55 à 64 ans. Dans un premier temps le ministre des Finances Jacques Parizeau annonce dans le budget 1984 que le programme est ouvert aux personnes de 60 ans et plus à partir du 1er octobre 1984. L'engagement ne sera pas tenu : les personnes de 57 ans et plus accèdent au programme longtemps après la fin de la législature (entre 1992 et 1995) mais celui-ci est aboli en 1997 sans que les personnes de 55 et 56 ans n'y aient jamais été admissibles.

### Soutiens de la presse
|             | En 1976        | En 1976         | En 1981 | En 1981         |
| ----------- | -------------- | --------------- | ------- | --------------- |
| Le Devoir   |                | Parti québécois |         | Parti québécois |
| Le Soleil   | NC             | NC              |         | Parti québécois |
| La Presse   | Pas de soutien | Pas de soutien  |         | Parti libéral   |
| The Gazette | NC             | NC              |         | Parti libéral   |

Le 6 avril 1981, Le Devoir publie son soutien au Parti québécois par la voix de son directeur Jean-Louis Roy. Celui-ci pointe l'échec du PLQ à imposer son programme et son équipe au cours de la campagne électorale et souligne le bilan positif du gouvernement Lévesque sur les plans législatifs et éthiques malgré la persistance d'indicateurs économiques médiocres. Le Soleil soutient également la réélection du Parti québécois, pointant le bilan positif du PQ au sujet de la défense des intérêts du Québec et une équipe de qualité dirigée par René Lévesque. L'éditorial pointe que René Lévesque aura réussi dans son premier mandat à « redonner au Québec ce souffle de fierté et de confiance qui stimule la créativité, transforme les mentalités et accroît la solidarité ».
La Presse publie le 11 avril 1981 son soutien au Parti libéral du Québec à travers une tribune de son éditeur Roger Lemelin, justifiant ce soutien par le rejet de l'approche de « social-démocratie collectiviste » proposée par le Parti québécois et de son option fondamentale.

## Dates importantes
- 12 mars 1981 : émission du bref d'élection.
- 13 avril 1981 : scrutin
- 19 mai 1981 : ouverture de la session.

## Résultats
| Parti québécois | Libéral   |
| 80 sièges       | 42 sièges |
| ^               |           |
| majorité        |           |

### Résultats par parti politique
| Partis | Partis                  | Chef             | Candidats | Sièges | Sièges | Voix      | Voix   | Voix     |
| Partis | Partis                  | Chef             | Candidats | 1976   | Élus   | Nb        | %      | +/-      |
| --- | ----------------------- | ---------------- | --------- | ------ | ------ | --------- | ------ | -------- |
| | Parti québécois         | René Lévesque    | 122       | 71     | 80     | 1 773 237 | 49,3 % | +7,95 %  |
| | Libéral                 | Claude Ryan      | 122       | 26     | 42     | 1 658 753 | 46,1 % | +12,30 % |
| | Union nationale         | Roch La Salle    | 121       | 11     | -      | 144 070   | 4 %    | -14,20 % |
| | Communiste ouvrier      | Roger Rashi      | 33        | -      | -      | 4 956     | 0,1 %  | -        |
| | Liberté de choix        |                  | 12        | -      | -      | 4 955     | 0,1 %  | -        |
| | Marxiste-léniniste      |                  | 40        | -      | -      | 3 299     | 0,1 %  | -        |
| | Libertarien             |                  | 10        | -      | -      | 3 178     | 0,1 %  | -        |
| | Crédit social uni       |                  | 16        | -      | -      | 1 284     | 0 %    | -        |
| | Travailleurs            |                  | 10        | -      | -      | 1 027     | 0 %    | -0,01 %  |
| | Communiste              | Samuel Walsh     | 10        | -      | -      | 768       | 0 %    | -0,03 %  |
| | Indépendant             | Indépendant      | 23        | -      | -      | 3 899     | 0,1 %  | %        |
| | Socialiste travailleurs |                  | 2         | -      | -      | 198       | 0 %    | -        |
| | Sans désignation        | Sans désignation | 4         | -      | -      | 473       | 0 %    | -        |
| Total | Total                   | Total            | 525       | 108    | 122    | 3 600 097 | 100 %  |          |
| Le taux de participation lors de l'élection était de 82,5 % et 38 523 bulletins ont été rejetés. Il y avait 4 409 276 personnes inscrites sur la liste électorale pour l'élection. |                         |                  |           |        |        |           |        |          |

### Résultats par circonscription
- Abitibi-Est : Jean-Paul Bordeleau (Parti québécois)
- Abitibi-Ouest : François Gendron (Parti québécois)
- Acadie : Thérèse Lavoie-Roux (Parti libéral)
- Anjou : Pierre-Marc Johnson (Parti québécois)
- Argenteuil : Claude Ryan (Parti libéral)
- Arthabaska : Jacques Baril (Parti québécois)
- Beauce-Nord : Adrien Ouellette (Parti québécois)
- Beauce-Sud : Hermann Mathieu (Parti libéral)
- Beauharnois : Laurent Lavigne (Parti québécois)
- Bellechasse : Claude Lachance (Parti québécois)
- Berthier : Albert Houde (Parti libéral)
- Bertrand : Denis Lazure (Parti québécois)
- Bonaventure : Gérard D. Levesque (Parti libéral)
- Bourassa : Patrice Laplante (Parti québécois)
- Bourget : Camille Laurin (Parti québécois)
- Brome-Missisquoi : Pierre Paradis (Parti libéral)
- Chambly : Luc Tremblay (Parti québécois)
- Champlain : Marcel Gagnon (Parti québécois)
- Chapleau : John Kehoe (Parti libéral)
- Charlesbourg : Denis de Belleval (Parti québécois)
- Charlevoix : Raymond Mailloux (Parti libéral)
- Châteauguay : Roland Dussault (Parti québécois)
- Chauveau : Raymond Brouillet (Parti québécois)
- Chicoutimi : Marc-André Bédard (Parti québécois)
- Chomedey : Lise Bacon (Parti libéral)
- Crémazie : Guy Tardif (Parti québécois)
- D'Arcy-McGee : Herbert Marx (Parti libéral)
- Deux-Montagnes : Pierre De Bellefeuille (Parti québécois)
- Dorion : Huguette Lachapelle (Parti québécois)
- Drummond : Michel Clair (Parti québécois)
- Dubuc : Hubert Desbiens (Parti québécois)
- Duplessis : Denis Perron (Parti québécois)
- Fabre : Michel Leduc (Parti québécois)
- Frontenac : Gilles Grégoire (Parti québécois)
- Gaspé : Henri Lemay (Parti québécois)
- Gatineau : Michel Gratton (Parti libéral)
- Gouin : Jacques Rochefort (Parti québécois)
- Groulx : Élie Fallu (Parti québécois)
- Hull : Gilles Rocheleau (Parti libéral)
- Huntingdon : Claude Dubois (Parti libéral)
- Iberville : Jacques Beauséjour (Parti québécois)
- Îles-de-la-Madeleine : Denise Leblanc (Parti québécois)
- Jacques-Cartier : Joan Mason Dougherty (Parti libéral)
- Jean-Talon : Jean-Claude Rivest (Parti libéral)
- Jeanne-Mance : Michel Bissonnet (Parti libéral)
- Johnson : Carmen Juneau (Parti québécois)
- Joliette : Guy Chevrette (Parti québécois)
- Jonquière : Claude Vaillancourt (Parti québécois)
- Kamouraska-Témiscouata : Léonard Lévesque (Parti québécois)
- Labelle : Jacques Léonard (Parti québécois)
- Lac-Saint-Jean : Jacques Brassard (Parti québécois)
- LaFontaine : Marcel Léger (Parti québécois)
- La Peltrie : Pauline Marois (Parti québécois)
- Laporte : André Bourbeau (Parti libéral)
- La Prairie : Jean-Pierre Saintonge (Parti libéral)
- L'Assomption : Jacques Parizeau (Parti québécois)
- Laurier : Christos Sirros (Parti libéral)
- Laval-des-Rapides : Bernard Landry (Parti québécois)
- Laviolette : Jean-Pierre Jolivet (Parti québécois)
- Lévis : Jean Garon (Parti québécois)
- Limoilou : Raymond Gravel (Parti québécois)
- Lotbinière : Rodrigue Biron (Parti québécois)
- Louis-Hébert : Claude Morin (Parti québécois)
- Maisonneuve : Louise Harel (Parti québécois)
- Marguerite-Bourgeoys : Fernand Lalonde (Parti libéral)
- Marie-Victorin : Pierre Marois (Parti québécois)
- Marquette : Claude Dauphin (Parti libéral)
- Maskinongé : Yvon Picotte (Parti libéral)
- Matane : Yves Bérubé (Parti québécois)
- Matapédia : Léopold Marquis (Parti québécois)
- Mégantic-Compton : Fabien Bélanger (Parti libéral)
- Mercier : Gérald Godin (Parti québécois)
- Mille-Îles : Jean-Paul Champagne (Parti québécois)
- Montmagny-L'Islet : Jacques Leblanc (Parti québécois)
- Montmorency : Clément Richard (Parti québécois)
- Mont-Royal : John Ciaccia (Parti libéral)
- Nelligan : Clifford Lincoln (Parti libéral)
- Nicolet : Yves Beaumier (Parti québécois)
- Notre-Dame-de-Grâce : Reed Scowen (Parti libéral)
- Orford : Georges Vaillancourt (Parti libéral)
- Outremont : Pierre Fortier (Parti libéral)
- Papineau : Mark Assad (Parti libéral)
- Pontiac : Robert Middlemiss (Parti libéral)
- Portneuf : Michel Pagé (Parti libéral)
- Prévost : Robert Dean (Parti québécois)
- Richelieu : Maurice Martel (Parti québécois)
- Richmond : Yvon Vallières (Parti libéral)
- Rimouski : Alain Marcoux (Parti québécois)
- Rivière-du-Loup : Jules Boucher (Parti québécois)
- Robert-Baldwin : John O'Gallagher (Parti libéral)
- Roberval : Michel Gauthier (Parti québécois)
- Rosemont : Gilbert Paquette (Parti québécois)
- Rousseau : René Blouin (Parti québécois)
- Rouyn-Noranda—Témiscamingue : Gilles Baril (Parti québécois)
- Saguenay : Lucien Lessard (Parti québécois)
- Sainte-Anne : Maximilien Polak (Parti libéral)
- Sainte-Marie : Guy Bisaillon (Parti québécois)
- Saint-François : Réal Rancourt (Parti québécois)
- Saint-Henri : Roma Hains (Parti libéral)
- Saint-Hyacinthe : Maurice Dupré (Parti québécois)
- Saint-Jacques : Claude Charron (Parti québécois)
- Saint-Jean : Jérôme Proulx (Parti québécois)
- Saint-Laurent : Claude Forget (Parti libéral)
- Saint-Louis : Harry Blank (Parti libéral)
- Saint-Maurice : Yves Duhaime (Parti québécois)
- Sauvé : Jacques-Yvan Morin (Parti québécois)
- Shefford : Roger Paré (Parti québécois)
- Sherbrooke : Raynald Fréchette (Parti québécois)
- Taillon : René Lévesque (Parti québécois)
- Taschereau : Richard Guay (Parti québécois)
- Terrebonne : Yves Blais (Parti québécois)
- Trois-Rivières : Denis Vaugeois (Parti québécois)
- Ungava : Marcel Lafrenière (Parti québécois)
- Vachon : David Payne (Parti québécois)
- Vanier : Jean-François Bertrand (Parti québécois)
- Vaudreuil-Soulanges : Daniel Johnson (fils) (Parti libéral)
- Verchères : Jean-Pierre Charbonneau (Parti québécois)
- Verdun : Lucien Caron (Parti libéral)
- Viau : William Cusano (Parti libéral)
- Viger : Cosmo Maciocia (Parti libéral)
- Vimont : Jean-Guy Rodrigue (Parti québécois)
- Westmount : Richard French (Parti libéral)